# اجواتر پارک، نیوجرسی
اجواتر پارک (به انگلیسی: Edgewater Park Township) شهری در ایالت نیوجرسی کشور ایالات متحده آمریکا است که جمعیت آن در سرشماری سال ۲۰۱۰ میلادی، ۸٬۸۸۱ نفر بوده‌است.